# النرويج خلال حرب الشمال العظمى

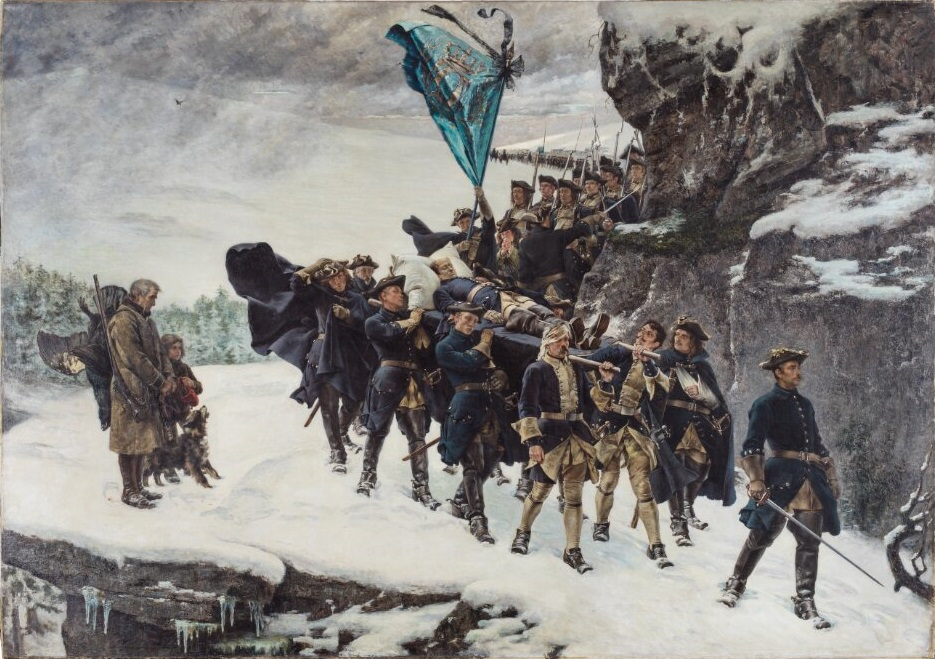

الحرب الشمالية العظمى هي الحرب التي خاضها تحالف الدنمارك-النرويج وروسيا وساكسونيا-بولندا (انخرطت بروسيا وهانوفر أيضًا من عام 1715) من جهة والسويد من جهة أخرى، من عام 1700 إلى 1721. بدأت بهجوم منسق ضد السويد من قِبل التحالف عام 1700، وانتهت عام 1721 بإبرام معاهدة نيستاد، ومعاهدتي ستوكهولم. كنتيجة للحرب، حلت روسيا محل السويد كقوة مسيطرة على سواحل بحر البلطيق، وأصبحت طرفًا أساسيًا في السياسات الأوروبية. 

## معركة نارفا
شنت القوى الثلاث هجومها عام 1700، وكان على السويد مواجهة حربٍ على ثلاث جبهات. لم يتوقع أحد ما حدث بعد ذلك. تكوّن الجزء الأول من الحرب من سلسلة مستمرة من الانتصارات السويدية على يد كارل الثاني عشر. هُزمت الدنمارك في صيف عام 1700 وانسحبت حتى عام 1709. تعرضت روسيا للهزيمة في معركة نارفا في شهر نوفمبر، لكنها استعادت وضعية الهجوم وأُسست مدينة سانت بطرسبرغ بين عامي 1703 و1707. هُزم بعدها أغسطس القوي على يد كارل الثاني عشر عام 1706-1707، الذي أطاح به لفترة مؤقتة عن العرش البولندي.

### في النرويج
لم يثق فريدريك الرابع ملك الدنمارك بطبقة النبلاء والأعيان وأحاط نفسه بوزراء ومستشارين من أصول متواضعة. كان الاستثناء الوحيد هو الأخ نصف الشقيق للملك، أولريتش كريستيان غيلدنلوف، والذي كان الأدميرال العام والقائد الأعلى للبحرية في سن الرابعة والعشرين. جال فريدريك في النرويج عام 1704 لتقييم حال جيشه ومملكته الثانية. عقد الملك في الصباح وفي استراحة الظهيرة وفي المساء، جلساتٍ مع كل من أراد التحدث إليه، من مالكي الأراضي الأثرياء إلى الفلاحين البسطاء. 

## معركة بولتافا
هُزم كارل الثاني عشر من قِبل بيتر في معركة بولتافا (تتوضع اليوم في أوكرانيا) في يونيو عام 1709، وأُبيد جيشه تقريبًا. فر إلى الإمبراطورية العثمانية وأمضى خمسة سنوات منفيًا هناك.

## على الجبهة الغربية
في نوفمبر عام 1709 غزت الدنمارك منطقة سكونا ونجح الكونت ماغنوس ستينبوك، المسؤول عن دفاعات السويد، في هزيمة الدنمارك في معركة هلسينغبورغ عام 1710. في تلك الأثناء احتلت روسيا منطقتي ليفونيا وإستونيا في الشرق. رغم نصر سويدي آخر على الدنماركيين في بلدة غادبوش في ديسمبر عام 1712، أُجبر جيش ستينبوك على الانسحاب من حصن تونينغ في شهر مايو من عام 1713.

### في النرويج
خلال شهر سبتمبر من عام 1709 أُمرت القوات النرويجية ببدء عمليات التعبئة، وبحلول نهاية شهر أكتوبر جُمّع أكثر من 6,000 رجل على الحدود السويدية في سفينساند بينما احتشد 1,500 رجل قرب الحدود في كونغسفينغر.
في أغسطس عام 1710 عاد البارون والدمار لوفيندال كحاكمٍ في النرويج وقائدَ بلدٍ استُنزفت موارده بسبب حروب القرن الماضي. انشغل الحاكم في بناء القيادة المدنية والعسكرية للبلاد على بُعد مسافة قصيرة من السويد. حين غادر النرويج عام 1712، كان قد أسس إصلاحاتٍ عملت على تهيئة خدمة مدنية في النرويج، وشرع بتوثيق نشاطات الدولة إلى درجة لم تشهدها النرويج من قبل، إضافة إلى كونه قائد عسكري قوي.
جمع البارون لوفيندال جيشًا نرويجيًا وسلّحه لغزو المقاطعة النرويجية السابقة بوهوسلان واستعادتها بقيادة الفريق كاسبار هيرمان هوسمان. في نفس الوقت اقترح إضافة أسطول قوي ليؤمن الحماية والنقل باتجاه البحر، وتعهد فريدريك الرابع بتأمين تلك القوة على يد نائب الأدميرال (الفريق البحري) سيستيد في يونيو 1711. في أغسطس، زحف الجيش النرويجي إلى بوهوسلان، رُحب بالقوات النرويجية بحرارة من قِبل أبناء بلدهم السابقين. لكن بنهاية الصيف لم يظهر أسطول نائب الأدميرال سيستيد في البحر، وذلك بعد أن أُمر من قِبل فريدريك الرابع بالعودة إلى بحر البلطيق. دون الدعم البحري، أُجبر الجيش النرويجي على العودة إلى النرويج.
في خريف عام 1711 ضرب الطاعون الدنمارك، وخسرت كوبنهاغن لوحدها 70,000 من سكانها.
كان عام 1712 عامًا مُحبطًا في النرويج، إذ وجّه فريدريك الرابع، لوفيندال بعدم استخدام الجيش النرويجي لعمليات هجومية، مُحتفظًا به للدفاع ولاستكمال القوات الدنماركية في مكان آخر. عُيّن الفريق أول هوسمان، رأسَ الدفاعات البرية والبحرية النرويجية بأكملها.

### الثورة العامة
أدت عملية فرض الضرائب الناجمة عن الحرب والتعبئة الإجبارية لفتيان المزارع النرويجيين، إلى ثورة واضطرابات في بعض أجزاء النرويج. من بين أكثر الأحداث المعروفة هي ثورة المُزارع الضريبية عام 1713 (هالينغدال)، وإضراب الجندي عام 1720 (تلمارك). في عام 1713، عارض مزارعان قياديان في هالينغدال السلطات الدنماركية، مطالبين بوضع حد لحرب الضرائب، لأنه لا يمكن للمزارعين تحمل التكاليف. في النهاية، وجد جامعو الضرائب الأبواب تُغلق في كل أنحاء المنطقة، وكان عليهم استدعاء اجتماع عام. حوكم القائدان وحُكم عليهما بالعمل في حصن آكرشوس. حُرر أحدهما - إلينغ فيلاند، الذي حُكم عليه أيضًا بالتخلي عن مزرعته - بعد أقل من نصف عام، واستقر في مزرعته حتى وفاته.
في تلمارك، وقف أولاف أولافسون هوفديجورد، مدير الشرطة المحلي ومزارع قيادي، ضد النقيب الألماني عام 1720، مُطالبًا بوضع حد للتعبئة الإجبارية لأبناء المزارعين. عند هذه المرحلة، كان النرويجيون قد تعبوا من الحرب. حُكم على القضية لصالح المزارع، أولاف هوفدجورد، واستُدعي النقيب إلى الدنمارك لسلوكه القاس. إذ كان قد قطع يد أولاف اليمنى لتدخله. 

## سقوط شترالزوند
صمدت السويد في الحرب بفضل حزم المستشار، الكونت أرفيد هورن، إلى أن عاد كارل في النهاية من الإمبراطورية العثمانية، ووصل إلى شترالزوند التي كانت في يد السويد في نوفمبر 1714 على الساحل الجنوبي للبلطيق. كان كارل بحلول ذلك الوقت في حربٍ مع معظم شمال أوروبا، ودُمرت شترالزوند. ظل كارل هناك حتى ديسمبر عام 1715، وهرب قبل أيام قليلة من سقوط شترالزوند. بحلول هذا الوقت، اعتُبر كارل مجنونًا من قِبل العديد، إذ أنه لم يأخذ السلام بعيد الاعتبار وكانت الكلفة التي دفعتها السويد باهظة أساسًا، ولم يكن هناك أي أمل يلوح في الأفق. فُقدت حصة السويد في بحر البلطيق وكل الممتلكات الألمانية.

## الحملات النرويجية

### حملة عام 1716 في النرويج
لم يكن كارل ممن يراعون السلام، عقب عودته إلى السويد بدأ بجمع العتاد والرجال لحملة أخرى، هذه المرة ضد كوبنهاغن، شن هجومًا عبر مضيق أوريسند المتجمد من سكونا. لكن الجليد انهار قبل أن يتمكن من إطلاق هجومه، لذا نقل محور تركيزه. اختار كارل الثاني عشر بعد ذلك غزو النرويج عبر بوهاسلان. بتلقيه المعلومات الاستخباراتية حول هذا الهدف، حذّرَ الفريق كاسبر هيرمان هوسمان، فريدريك الرابع، الذي لم يصدق الفريق كاسبر وعزَلَه دون سابق إنذار.
أُضعف الجيش النرويجي في بدايات عام 1716 بعد انسحاب 5000 شخص من أفضل مقاتليه لدعم دفاعات الدنمارك؛ بالإضافة إلى ذلك أثبت القائد العام النرويجي، بارثولد هنريتش فون لوتزو، أنه لم يكن قائدًا ذو رؤية. حين وصلت الإشاعات إلى مدينة كريستيانيا بأن كارل الثاني عشر يحضر للغزو، أُمرت كل القوات الباقية في أوستردال وغودبرانسدال بالذهاب إلى الحدود في هالدن وفريدريكشتاد. توقع النرويجيون أن تهجم السويد في كونغسفينغر أو باسمو أو هالدن. وكان في باسمو حيث ضرب كارل الثاني عشر، عابرًا الحدود ومؤسسًا مقراته في منزل الرعية في بلدة هولاند في 8 مارس عام 1716. هاجم قائد المنطقة النرويجي الذي لم تنقصه الشجاعة، ودون انتظار قواته لتجتمع، قوى كارل المتفوقة، بمئتي فارس فقط، قاتلوا بشراسة لكنهم تكبدوا خسائر كبيرة بما فيها أسر القائد النرويجي بذاته.